# Referéndum constitucional de Rodesia de 1979
Se llevó a cabo un referéndum constitucional en Rodesia el 30 de enero de 1979. Este siguió al Acuerdo Interno establecido entre el Primer Ministro Ian Smith y Abel Muzorewa, líder del partido no violento UANC. La nueva constitución permitiría el gobierno de mayoría negra en el país, el cual sería renombrado como Zimbabue Rodesia. El acuerdo fue apoyado por el partido gobernante Frente Rodesiano, pero se opuso al mismo el Partido de Acción de Rodesia, el cual se había separado del Frente.
El referéndum solo estuvo abierto para votantes blancos, siendo aprobado por el 85% de los mismos. La participación electoral fue del 71,5%.
A pesar de la transición hacia un gobierno de mayoría tras las elecciones de abril, el país permaneció sin reconocimiento por parte de la comunidad internacional y los partidos Frente Patriótico continuaron con la guerra civil de Rodesia hasta la firma del Acuerdo de la Casa de Lancaster y la celebración de nuevas elecciones en 1980.